# اس‌ئی‌دبلیو
اس‌ئی‌دبلیو (انگلیسی: SEW) شرکت مهندسی آلمانی است،که در سال ۱۹۳۱ تأسیس شد.